# Antípatre de Tessalònica
Antípatre de Tessalònica （grec antic: Ἀντίπατρος, llatí: Antipater) va ser un poeta grec autor de diversos epigrames inclosos a l'Antologia Grega. Correspon al regnat d'August (vers 10 aC en endavant) fins al regnat de Calígula.